# Marjan Potočnik
Marjan Potočnik, slovenski rimskokatoliški duhovnik in kapucin, * 5. januar 1977, Slovenija.

## Življenjepis
Marjan Potočnik je doma v Škofji Loki, kjer je tudi obiskoval osnovno šolo. Šolanje je nadaljeval na Srednji živilski šoli v Kranju in Ljubljani. 
Redovniško pot je začel v Vipavskem Križu, kjer je opravil postulat in noviciat. Prve zaobljube je naredil 10. septembra 2000 v kapucinski cerkvi v Vipavskem Križu. Od takrat dalje je bil v samostanu v Štepanji vasi. Leta 2000 je začel s študijem na Teološki fakulteti v Ljubljani.
2. oktobra 2005 je v kapucinski cerkvi sv. Ane v Škofji Loki napravil večne zaobljube. 20. novembra istega leta pa je prejel diakonsko posvečenje. V duhovnika je bil posvečen 29. junija 2006, novo mašo je imel v Škofji Loki. Je predstojnik Kapucinov v Vipavskem križu.